# Service populaire chrétien-social
Le Service populaire chrétien-social (en allemand : Christlich-Sozialer Volksdienst, abrégé CSVD) était un parti protestant-conservateur de la République de Weimar, qui a existé de 1929 à 1933.

## Origine
Une grande partie du parti chrétien-social antisémite d'Adolf Stoecker , sous la direction de son gendre Reinhard Mumm, s'est joint en tant que courant en 1918 au nouveau Parti populaire national allemand (DNVP). Cependant, de plus en plus de sociaux-chrétiens se sont sentis mal à l’aise dans ce parti, et l'ont quitté. Au niveau local, ces forces se sont regroupées dans diverses organisations, dont certaines ont participé a des élections locales, comme le Service populaire chrétien formé à Nuremberg en 1924, ou dans des communautés chrétiennes-sociales, qui s'appuyaient principalement sur des Églises libres comme la Korntal Brethren  dans le sud-ouest de l'Allemagne . Le Service populaire chrétien s'est développé et a participé aux élections régionales du Wurtemberg en 1928, remportant trois mandats avec 43 440 voix.
Ce nouveau mouvement reçut un énorme élan lorsque, en la personne d'Alfred Hugenberg, le DNVP se dota d'un chef de parti qui adopta une voie inconditionnellement anti-républicaine et antidémocratique, et chercha bientôt un partenariat avec le NSDAP.
En outre, cet important entrepreneur médiatique s’est clairement rangé du côté du capital, et s’est prononcé contre les intérêts des salariés et des syndicats. Le DNVP s'est alors divisé. Des représentants bien connus de l'aile ouvrière fondèrent l'Association chrétienne-sociale du Reich en 1928, parmi lesquels des membres du Reichstag tels que Gustav Hülser, Walther Lambach, dirigeant du Syndicat national allemand des employés commerciaux (DHV), un syndicat d'employés opposé à la gauche, au cœur du mouvement antisémite depuis sa fondation , ou bien Emil Hartwig, président de l'Association nationale des travailleurs allemands et, à ce titre, membre du conseil d'administration du DNVP.
En conséquence, de nombreux membres du DNVP au Reichstag ont quitté le parti, notamment des chrétiens-sociaux bien connus tels que Reinhard Mumm, Franz Behrens et Gustav Hülser. Le Service social chrétien et l'Association chrétienne-sociale du Reich fusionnèrent à la fin de 1928 et formèrent le Service populaire chrétien-social. En raison de la défection d'anciens députés du DNVP, il fut immédiatement représenté au Reichstag.

## Le Service populaire chrétien-social à partir de 1930
Lors des élections au Reichstag de 1930, le parti, se présentant comme résolument protestant, a remporté un nombre de voix particulièrement important dans les régions caractérisées par une forte tradition piétiste ou ecclésiale libre. Il était représenté au Reichstag par 14 représentants, qui soutenaient généralement le chancelier centriste du Reich Heinrich Brüning. Le CSVD a été attaqué par les nationaux-socialistes et les nationalistes allemands, comme "marionnette  du Zentrum", car il soutenait Brüning en compagnie du SPD. Le CSVD a soutenu le référendum initié par les partis de droite, dont le NSDAP et le DNVP, pour renverser le gouvernement prussien en 1931.
Avec le succès grandissant du NSDAP, le parti s'est orienté davantage vers la droite. Lors des élections au Reichstag de juillet et novembre 1932, la part des voix du CSVD fut réduite de moitié. De nombreux électeurs se sont tournés vers le NSDAP. D'éminents dirigeants du parti, dont des dirigeants clés des «communautés chrétiennes et sociales», comme le pasteur protestant Hermann Teutsch, ancien membre du CSVD au Reichstag, se sont ralliés au NSDAP, et ont fait campagne en faveur des nationaux-socialistes au sein de la population protestante. Le 22 mars 1932, le président du Reich Wilhelm Simpfendörfer et le critique d'Hugenberg Gustav Hülser eurent un entretien avec Hitler. Ils lui ont assuré qu'ils s'étaient toujours attachés à laisser ouverte la voie à l'entrée au gouvernement des nationaux-socialistes. Simpfendörfer a expliqué que le CSVD voyait plus de possibilités de coopération avec le NSDAP qu'avec le DNVP.

## La fin du parti
Pour les élections au Reichstag de 1933, le CSVD a conclu en février un accord électoral avec le Parti populaire allemand (DVP) et le Parti paysan allemand (DBP) sous le nom de « Bloc chrétien-national », qui lui a finalement assuré quatre sièges supplémentaires au Reichstag. Mais dès le 23 mars 1933, Simpfendörfer déclara le soutien du CSVD aux objectifs de politique intérieure et étrangère du cabinet hitlérien composé du NSDAP, du DNVP et du Stahlhelm, et la faction vota à l'unanimité pour la loi des pouvoirs d'exception. Les députés ont rejoint le NSDAP, et le parti a été dissous. Cependant, plusieurs membres se sont engagés dans une démarche de confrontation avec le nouveau gouvernement. Dans certains cas exceptionnels, ils se sont activement retournés contre le régime nazi, comme le pasteur Albert Schmidt, décédé des suites de son emprisonnement en novembre 1945.
Après 1945, la plupart des membres du CSVD militèrent dans la CDU ou la CSU, comme Paul Bausch ou Gustav Heinemann (qui quitta le parti en 1952), d'autres, comme Friedrich Justus Heinrich Middendorff furent actifs dans le mouvement pacifiste et, à partir de 1952, dans le mouvement fondé par Gustav Heinemann et d'autres, le Parti populaire pan-allemand, neutre & d'influence chrétienne.

## Présidents du parti
- 1929-1932 Wilhelm Simpfendörfer [5]

## Membres éminents du parti
- Ernst Bach
- Paul Bausch
- Franz Behrens
- Frederik J. Forell
- Emil Hartwig (Politiker)
- Gustav Heinemann [6]
- Gustav Hülser
- Renatus Hupfeld
- Alfred Jepsen
- Georg Kliesch
- Hermann Kling
- Walther Lambach
- Reinhard Mumm
- Peter Petersen (Pädagoge)
- Erich Schaeder
- Albert Schmidt (Theologe)
- Paul Schmidt (Baptist)
- Wilhelm Simpfendörfer
- Hermann Strathmann
- Karl Veidt

## Ouvrage
- Lutz Fahlbusch, Werner Methfessel : Service populaire chrétien-social (CSVD) 1929-1933. Dans : Dieter Fricke, Werner Fritsch, Herbert Gottwald, Siegfried Schmidt, Manfred Weißbecker (éd.) : Encyclopédie de l'histoire du parti. Les partis et associations bourgeois et petits-bourgeois en Allemagne (1789-1945). Tome 1 : Association pangermaniste – Ligue allemande des droits de l'homme. Pahl-Rugenstein, Cologne 1983,  (ISBN 3-7609-0782-2), pp.
- Helmut Lensing : Le Service populaire chrétien-social dans le comté de Bentheim et d'Emsland - L'histoire régionale d'un parti strictement protestant dans la phase finale de la République de Weimar. Dans : Société d'étude pour l'histoire régionale de l'Emsland (éd.) , Histoire de l'Emsland Volume 9, 2001,  (ISSN 0947-8582), p. 63-133.
- Günther Opitz : Le Service populaire chrétien-social. Tentative de parti protestant dans la République de Weimar (= contributions à l'histoire du parlementarisme et des partis politiques. Volume 37,  (ISSN 0522-6643) ). Droste, Düsseldorf 1969, (également : Münster, Université, thèse, 1965).
- Hein Retter : Les milieux protestants avant et après 1933 - Le Service populaire chrétien-social et l'Association de la communauté scolaire protestante allemande. Dans : Michael Wermke (éd.) : Transformation et éducation religieuse. Continuités et ruptures dans l'enseignement religieux en 1933 et 1945 (= ouvrage sur l'enseignement religieux historique. Tome 9). IKS Garamond, Iéna 2011,  (ISBN 978-3-941854-37-6), pp.

## Liens
- Le Service Populaire Chrétien-Social